# 2002年ソルトレークシティオリンピックのスイス選手団
2002年ソルトレークシティオリンピックのスイス選手団（2002ねんソルトレークシティオリンピックのスイスせんしゅだん）は、2002年2月8日から2月24日までアメリカ合衆国のソルトレイクシティで開催された2002年ソルトレークシティオリンピックのスイス選手団、およびその競技結果。

## 概要
今大会は、金メダルは3個、銀メダル2個、銅メダル6個、合計11個のメダルを獲得した。
スキージャンプでは、シモン・アマンが男子ノーマルヒルと男子ラージヒルで金メダルを獲得し、2冠を達成した。オリンピックのスキージャンプ競技個人種目2冠は、1988年カルガリーオリンピックのマッチ・ニッカネン以来史上2人目。

## メダル
| メダル | 選手名 | 競技                   | 種目               |
| ------ | --- | ---------------------- | ------------------ |
| 金     | シモン・アマン                                                                                                   | スキージャンプ         | 男子ノーマルヒル   |
| 金     | シモン・アマン                                                                                                   | スキージャンプ         | 男子ラージヒル     |
| 金     | フィリップ・ショッホ                                                                                             | スノーボード           | 男子パラレル大回転 |
| 銀     | スティーブ・アンダーハブ クリストフ・ライヒ                                                                      | ボブスレー             | 男子2人乗り        |
| 銀     | ルツィア・エブノイター ミリアム・オットー ターニャ・フライ ローレンス・ビドー ナディア・レスリスバーガー         | カーリング             | 女子               |
| 銅     | ソニア・ネフ | アルペンスキー         | 女子大回転         |
| 銅     | ベアト・ヘフティ マルティン・アネン                                                                              | ボブスレー             | 男子2人乗り        |
| 銅     | アンドレア・フーバー ローレンス・ローシャ ブリギット・アルブレヒト＝ロレタン ナターシャ・レオナルディ・コルテシ  | クロスカントリースキー | 女子4×5kmリレー    |
| 銅     | ファビアンヌ・ロイテラー                                                                                         | スノーボード           | 女子ハーフパイプ   |
| 銅     | グレゴール・シュテーリ                                                                                           | スケルトン             | 男子               |
| 銅     | アンドレアス・シュワラー クリストフ・シュワラー マーカス・エグラー ダミアン・グリヒティング マルコ・ラムスタイン | カーリング             | 男子               |